# Ipomoea wangii
Ipomoea wangii är en vindeväxtart som beskrevs av Cheng Yih Wu. Ipomoea wangii ingår i släktet praktvindor, och familjen vindeväxter. Inga underarter finns listade i Catalogue of Life.